# Pölstal
Pölstal è un comune austriaco di 2 744 abitanti nel distretto di Murtal, in Stiria; ha lo status di comune mercato (Marktgemeinde). È stato creato il 1º gennaio 2015 dalla fusione dei precedenti comuni di Bretstein, Oberzeiring, Sankt Johann am Tauern e Sankt Oswald-Möderbrugg; capoluogo comunale è Möderbrugg.